# Sonia Martínez Díaz
Sonia Martínez Díaz es una ingeniera mecánica española cuya investigación aplica la teoría de control al movimiento coordinado de enjambres de robots y redes de sensores inalámbricos móviles. Es profesora del Departamento de Ingeniería Mecánica y Aeroespacial de la Universidad de California en San Diego.

## Trayectoria
Sonia Martínez fue la primera de su familia en estudiar en una universidad, la Universidad del País Vasco. Es licenciada en matemáticas por la Universidad de Zaragoza, en 1997,  y completó un Ph.D. en ingeniería matemática en la Universidad Carlos III de Madrid en 2002, trabajando con es del Instituto de Ciencias Matemáticas.
Después de trabajar como profesora asistente visitante en la Universidad Politécnica de Cataluña viajó a los EE. UU. con una beca Fulbright para realizar una investigación postdoctoral con Francesco Bullo en la Universidad de Illinois en Urbana–Champaign y la Universidad de California, Santa Bárbara.
Trabajó de profesora en la Universidad de California, San Diego en 2005, y se convirtió en profesora titular allí en 2014.

## Premios y reconocimientos
- En 2018, Sonia Martínez fue nombrada IEEE Fellow, afiliada a la IEEE Control Systems Society y la IEEE Robotics and Automation Society, "por sus contribuciones a la mecánica geométrica y el control".[8]

## Publicaciones Seleccionadas

### Artículos
- Martínez, Sonia; Cortés, Jorge (2002), «Design of oscillatory control systems», Proceedings of the 41st IEEE Conference on Decision and Control, pp. 1509-1514, doi:10.1109/cdc.2002.1184733.. Winner of the CDC Best Student-Paper Award.[9]
- Cortés, Jorge; Martínez, Sonia; Karataş, Timur; Bullo, Francesco (April 2004), «Coverage control for mobile sensing networks», IEEE Transactions on Robotics and Automation 20 (2): 243-255, doi:10.1109/tra.2004.824698.
- Cortés, Jorge; Martínez, Sonia; Bullo, Francesco (August 2006), «Robust rendezvous for mobile autonomous agents via proximity graphs in arbitrary dimensions», IEEE Transactions on Automatic Control 51 (8): 1289-1298, doi:10.1109/tac.2006.878713.. Listed as a "classic paper" by Google Scholar.[10]
- Martínez, Sonia; Cortés, Jorge; Bullo, Francesco (August 2007), «Motion coordination with distributed information», IEEE Control Systems Magazine 27 (4): 75-88, doi:10.1109/mcs.2007.384124.. Winner of the 2008 IEEE Control Systems Magazine Outstanding Paper Award.[11]
- Zhu, Minghui; Martínez, Sonia (January 2012), «On distributed convex optimization under inequality and equality constraints», IEEE Transactions on Automatic Control 57 (1): 151-164, doi:10.1109/tac.2011.2167817.

### Libros
- Bullo, Francesco; Cortés, Jorge; Martínez, Sonia (2009), Distributed Control of Robotic Networks: A Mathematical Approach to Motion Coordination Algorithms, Princeton University Press, ISBN 9781400831470.
- Zhu, Minghui; Martínez, Sonia (2015), Distributed Optimization-Based Control of Multi-Agent Networks in Complex Environments, Springer Briefs in Electrical and Computer Engineering: Control, Automation, and Robotics, Springer.